# Princípios do anarquismo
O anarquismo é uma ideologia socialista e revolucionária que se fundamenta em princípios determinados, cujas bases se definem a partir de uma crítica da dominação e de uma defesa da autogestão; em termos estruturais, o anarquismo defende uma transformação social fundamentada em estratégias coerentes com seus fins, que deverão permitir a transformação de um sistema de dominação por um sistema de autogestão.

## Crítica da dominação
O anarquismo formulou uma crítica da dominação, fundamentada na crítica da exploração econômica dos sistemas capitalista e pré-capitalista; da dominação político-burocrática e da coação física, levadas a cabo pelo Estado; da dominação cultural e ideológica, perpretada pela religião, pela escola e mais recentemente, pela mídia. Essa crítica possui como base uma noção ética, que considera, por meio de análises racionais da sociedade, que a dominação é construída socialmente e que é injusta, e por isso, deve ser modificada. Por meio de uma leitura classista da realidade, o anarquismo critica a dominação de classe, junto com as dominações imperialistas, das relações de gênero e de raça.

### Exploração capitalista e pré-capitalista
A exploração capitalista, caracterizada pelo trabalho assalariado, e também pré-capitalista, fundamentada na propriedade da terra, juntamente com as dominações que atingem trabalhadores precarizados e marginalizados em geral, constituem, na esfera econômica, os fundamentos sobre os quais os anarquistas vêm formulando sua crítica da dominação.
Tendo surgido como um socialismo libertário, o anarquismo possui uma crítica ao capitalismo similar às outras correntes socialistas, sustentando que o capitalismo implica a exploração dos trabalhadores pelos proprietários dos meios de produção. As críticas econômicas de Pierre-Joseph Proudhon, e em certa medida, até mesmo as de Karl Marx, influenciaram os anarquistas significativamente, e os argumentos de ambos constituem as bases da crítica anarquista da exploração. Segundo Michael Schmidt e Lucien van der Walt, os anarquistas compreendem como exploração a "transferência de recursos de uma classe produtiva para outra dominante, porém improdutiva", e que a exploração no sistema capitalista "ocorre no trabalho e por meio do salariato". Para os anarquistas, o trabalhado assalariado do capitalismo permite aos proprietários se apropriarem de um excedente produzido pelos trabalhadores, o que caracterizaria a exploração.
Piotr Kropotkin, anarquista russo, afirmou em sua crítica econômica que "os anarquistas, junto com todos os socialistas, dos quais constituem a ala esquerda, sustentam que o sistema de propriedade privada vigente" e a "produção capitalista em função do lucro" contraria os princípios da "justiça e os imperativos da utilidade"; "o sistema salarial e a produção capitalista" são, para ele, obstáculos para uma sociedade justa. Para o americano Albert Parsons, "a luta de classes, o conflito entre o capital e o trabalho acontece por razão da apropriação do produto do suor dos trabalhadores", e que assim que "a porção do capitalista aumenta" e "a porção dos trabalhadores diminui", sendo assim, "os interesses da classe capitalista" seriam "diretamente antagônicos aos interesses dos assalariados".
Entretanto, a crítica econômica anarquista não se restringe ao capitalismo; outros modos de produção, considerados pré-capitalistas, cujos traços permanecem em sociedades modernas por razão dos distintos níveis de desenvolvimento econômico, também são levados em conta. Por não sustentar um imperativo da evolução dos modos de produção para que o socialismo seja atingido, os anarquistas sustentam ser possível impulsionar, com sucesso, dentro de modos de produção predominantemente pré-capitalistas, processos de luta pelo socialismo, sem que se tenha de passar, necessariamente, por uma fase capitalista. Segundo Michael Schmidt e Lucien van der Walt,
Para os anarquistas, os capitalistas ou a burguesia eram poderosos no mundo moderno, mas, quando as economias eram menos desenvolvidas, antigas elites pré-capitalistas, proprietárias da terra (geralmente aristocracias ou nobrezas hereditárias) também possuíam um importante papel. Não se pode compreender a posição anarquista em relação ao campesinato, a não ser que se observe que o impulso socialista no anarquismo não era simplesmente anticapitalista, mas que ele também implica uma crítica da riqueza provinda da propriedade fundiária. Os anarquistas consideram os camponeses vítimas do sistema fundamentado na propriedade da terra: por razão de o campesinato geralmente não possuir sua própria terra, ele era obrigado a pagar com trabalho, produtos ou dinheiro, nos locais em que a propriedade era de latifundiários ou de empresas, ou mesmo pagar taxas nos locais em que o Estado ou os camponeses tinham títulos de propriedade. Em ambos os casos, os camponeses eram obrigados a entregar parte significativa de sua produção aos grupos dominantes para ter o direito de cultivar a terra em que viviam. 
A propriedade da terra nesses moldes vem sendo duramente criticada pelos anarquistas, fundamentalmente, por ser baseada na exploração do campesinato. Além disso, os anarquistas criticam as relações de dominação que envolvem aqueles que realizam trabalhos precários, desempregados e marginalizados no geral.

### Estado
O anarquista italiano Errico Malatesta definiu o Estado como "um conjunto de instituições políticas, legislativas, judiciárias, militares e financeiras". Para os anarquistas, o Estado é responsável pela dominação político burocrática, além da coação física e da exploração. Na teoria do Estado desenvolvida pelos anarquistas, constata-se que a dominação política existe tanto pelo monopólio da força quanto pelo monopólio das tomadas de decisão da sociedade.

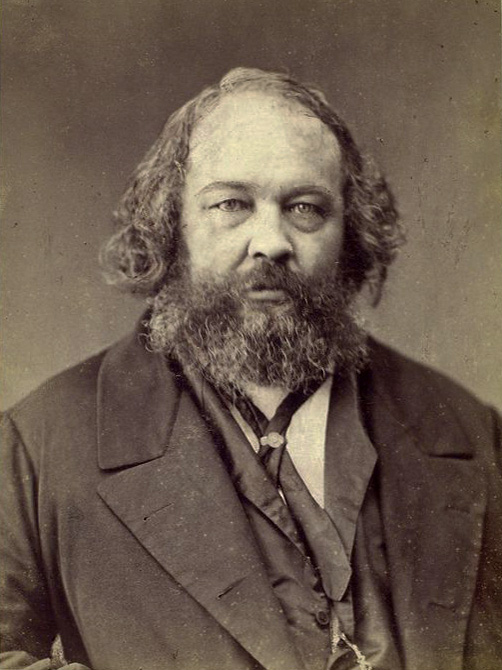
O russo Mikhail Bakunin, em sua obra Estatismo e Anarquia, de 1873, desenvolveu sua teoria do Estado. Sua crítica ao estatismo se estende para todas as suas formas, desde as mais autoritárias até as mais liberais.

Para os anarquistas, Estado e dominação são indissociáveis; posição enfatizada pelo russo Mikhail Bakunin, ao afirmar que "quem diz Estado, diz necessariamente dominação e, em consequência, escravidão; um Estado sem escravidão, declarada ou disfarçada, é inconcebível". Para os anarquistas, o Estado submete as classes dominadas que estão sob sua jurisdição à coação física, sendo o monopólio da violência, os tribunais e as prisões os elementos que evidenciaram esse tipo de dominação, e além disso, as classes dominadas também seriam submetidas pelo Estado a uma dominação política-burocrática, responsável por sua alienação política, que se evidencia na hierarquia existente entre governantes e governados e que implica na existência de um grupo que toma as decisões para uma dada população. Por monopolizar as decisões políticas, o Estado abarcaria interesse opostos aos das classes dominadas, implicando interesses de classe distintos aos das classes populares. Essa crítica é aplicada a todos os modelos de Estado, tal como fica evidente em Bakunin:
Nennhum Estado, por mais democráticas que sejam as suas formas, mesmo a república política mais vermelha, popular apenas no sentido desta mentira conhecida sob o nome da representação do povo, está em condições de dar a este o que ele precisa, isto é, a livre organização de seus próprios interesses, de baixo para cima, sem nenhuma ingerência, tutela ou coerção de cima, porque todo Estado, mesmo o mais republicano e mais democrático, mesmo pseudopopular como o Estado imaginado por Marx, não é outra coisa, em sua essência, se não o governo das massas de cima para baixo, com uma minoria intelectual, e por isso mesmo privilegiada, dizendo compreender melhor os verdadeiros interesses do povo, mas do que o próprio povo.
Essa crítica anarquista ao Estado estendeu-se amplamente, para todas as suas formas e seus distintos sistemas de governo, embora, como também afirmou Bakunin, os anarquistas devem distinguir os governos mais ou menos democráticos, já que "a mais imperfeita república vale mil vezes mais do que a monarquia mais esclarecida", pois "na república há momentos em que, ainda que continuamente explorado, o povo não é oprimido, enquanto que nas monarquias ele o é sempre".
Para os anarquistas, o Estado é também um elemento central na estrutura social que caracteriza os sistemas de dominação. Essa crítica à dominação política protagonizada pelo Estado é um fundamento central do anarquismo, principalmente por razão de o Estado não ser considerado um simples reflexo das ações que se dão na esfera econômica; para os anarquistas, o Estado é, ao mesmo tempo, consequência e causa do capitalismo, possibilitando elementos para a sua constituição ao mesmo tempo em que por ele é constituído. Tal posição foi formulada por Kropotkin em 1879:
O Estado é a proteção da exploração, da especulação, da propriedade privada, produto da espoliação. O proletário, que só possui como riqueza seus braços, nada tem a esperar do Estado; encontra nele apenas uma organização feita para impedir a qualquer preço sua emancipação.
Essa relação de interdependência entre Estado e capitalismo, apontada pelos anarquistas, faz do primeiro uma instituição que promove poderes dominadores e sustenta sistemas de dominação, não sendo um simples reflexo das relações econômicas e constituindo um elemento central nos sistemas de dominação, corporificando, especificamente, a dominação política. Por isso, para os anarquistas, a tomada ou a participação nas instâncias do Estado não podem constituir meios de luta para o estabelecimento de poderes autogestionários e sistemas de autogestão, de modo que os anarquistas rejeitam o socialismo estatal e a participação nos processos eleitorais da democracia representativa.
A crítica da democracia representativa, fundamentada parcialmente na crítica do Estado, realiza-se por razão dessa noção de que Estado e dominação, Estado moderno e capitalismo, são indissociáveis, interdependentes, e a utilização do Estado e da via eleitoral como um meio de luta constitui, para os anarquistas, um processo de legitimação da dominação. Já o socialismo de estado é rejeitado pelos anarquistas por razão de que, para eles, ainda que o modelo econômico seja modificado, passando a ser propriedade do Estado, como resultado de um eventual processo de reformas ou revolução, isso não colocaria em xeque o modelo de poder vigente, que continuaria a ser dominador, constituindo uma mudança social, mas não uma transformação social revolucionária capaz de substituir o modelo de poder vigente e o próprio sistema por um libertário e autogestionário.

### Religião, educação e mídia
As instituições responsáveis pela produção cultural e ideológica são também fundamentais para a legitimação dos sistemas de dominação segundo os anarquistas e por isso, tem sido significativamente criticadas por eles. Classicamente, instituições como a religião receberam bastante atenção da crítica anarquista.
O anarquista brasileiro José Oiticica criticou duramente a religião, ao afirmar que esta seria "o processo de subjugar o povo fazendo-o crer em um ser onipotente, invisível, dono do universo, castigador dos maus, premiador dos bons", sendo para ele, "os maus, naturalmente, os que desviam das normas ditas pelos sacerdotes e atribuídas à divindade" e "os bons os que a elas se conformam sem nenhum protesto". Para os anarquistas, a moral religiosa forja uma noção de certo e errado que tem por objetivo fortaceler o status quo dos sistemas de dominação. Bakunin, que defendeu de forma intransigente o ateísmo, afirmou sobre as religiões que:
... todas as religiões passadas e presentes, sem excluir de forma alguma o cristianismo, foram a religião do mais forte. É a consequência necessária da própria natureza da religião. (...) A religião é, sem sombra de dúvida, um roubo cometido pela imaginação religiosa em detrimento da terra e dos homens, em benefício do céu e dos deuses. (...) O respeito pelo céu torna-se desprezo pela terra, e a adoração da divindade torna-se crueldade para os homens.
Para os anarquistas, esse desprezo pela terra e a crueldade com os homens demonstram, historicamente, as alianças entre as religiões instituídas e as classes dominantes, sendo as religiões fundamentais para sustentar econômica e politicamente o capitalismo e o Estado.
Sobra a escola, Oiticica teria afirmado que, por meio de suas práticas pedagógicas, ela transmite uma série de valores, "gravando, à força de repetições, sem demonstrações ou com argumentos falsos, certas ideias capitais, favoráveis ao regime burguês, no cérebro das crianças, dos adolescentes, dos adultos", que aos poucos, vão se tornando "verdadeiros dogmas indiscutíveis". Os anarquistas também sustentam que a escola também funciona, na grande maioria dos casos, como uma instituição responsável por forjar culturas e ideologias capazes de promover a permanência do sistema vigente.
O anarquista lituano Alexander Berkman, que atuou muitos anos nos Estados Unidos, escreveu, sobre a escola e a religião:
A igreja e a escola continuam ao lado dos ricos contra os pobres, ao lado dos poderosos contra suas vítimas, com a "lei e a ordem" e contra a liberdade e a justiça. Agora, como antes, eles ensinam as pessoas a respeitar e a obedecer seus mestres. Quando o tirano era o rei, a igreja e a escola ensinavam o respeito e a obediência à "lei e a ordem" do rei. Quando a monarquia é abolida e institui-se a república, a igreja e a escola ensinam o respeito à "lei e a ordem" republicanas". "Obedeça"! Esse é o eterno brado da igreja e da escola, independente da vileza do tirano, independente de quão opressivas e injustas são suas "leis e ordens".
Além da crítica da religião e da escola, mais recentemente, por razão dos desenvolvimentos da sociedade, o anarquismo vem criticando também o papel da mídia, que, durante o século XX, ganhou relevância central na problemática ideológica e cultural do poder. Para os anarquistas, a mídia capitalista e demais instituições elaboram discursos válidos que fundamentam a forma de dominação contemporânea.

### Dominação de classe
Os anarquistas consideram que a sociedade capitalista é uma sociedade de classes, dividida entre dominantes e dominados, sendo tais classes antagônicas e implicando, por isso, um processo de luta de classes. O classismo anarquista leva em conta tanto a propriedade dos meios de produção como a propriedade dos meios de coerção e administração, representada pela estrutura estatal. Para os anarquistas, então, os proprietários dos meios de produção, incluindo os grandes capitalistas e os proprietários de terras, os gestores do Estado, a tecnocracia e os militares de alto escalão, bem como juízes e parlamentares constituiriam as classes dominantes, enquanto as classes dominadas seriam constituídas pelos trabalhadores, camponeses, precarizados e marginalizados de modo geral.
Os anarquistas sustentam que as classes sociais concretas representam, em cada tempo e lugar, os agrupamentos que constituem esses conjuntos mais amplos de dominantes e dominados. Para os anarquistas, relações nas esferas política, econômica, ideológica e cultural contribuem para que essas classes sejam estabelecidas e que, entre elas, se estabeleça permanentemente um conflito social, que é a base dinâmica da mudança e da transformação social.
Para os anarquistas, a dominação de classe constitui uma característica central e estrutural das sociedades contemporâneas, e são criticadas desde o surgimento da própria ideologia no século XIX. O classismo e a luta de classes são elementos centrais na ideologia anarquista.

### Imperialismo, dominação de gênero e de raça

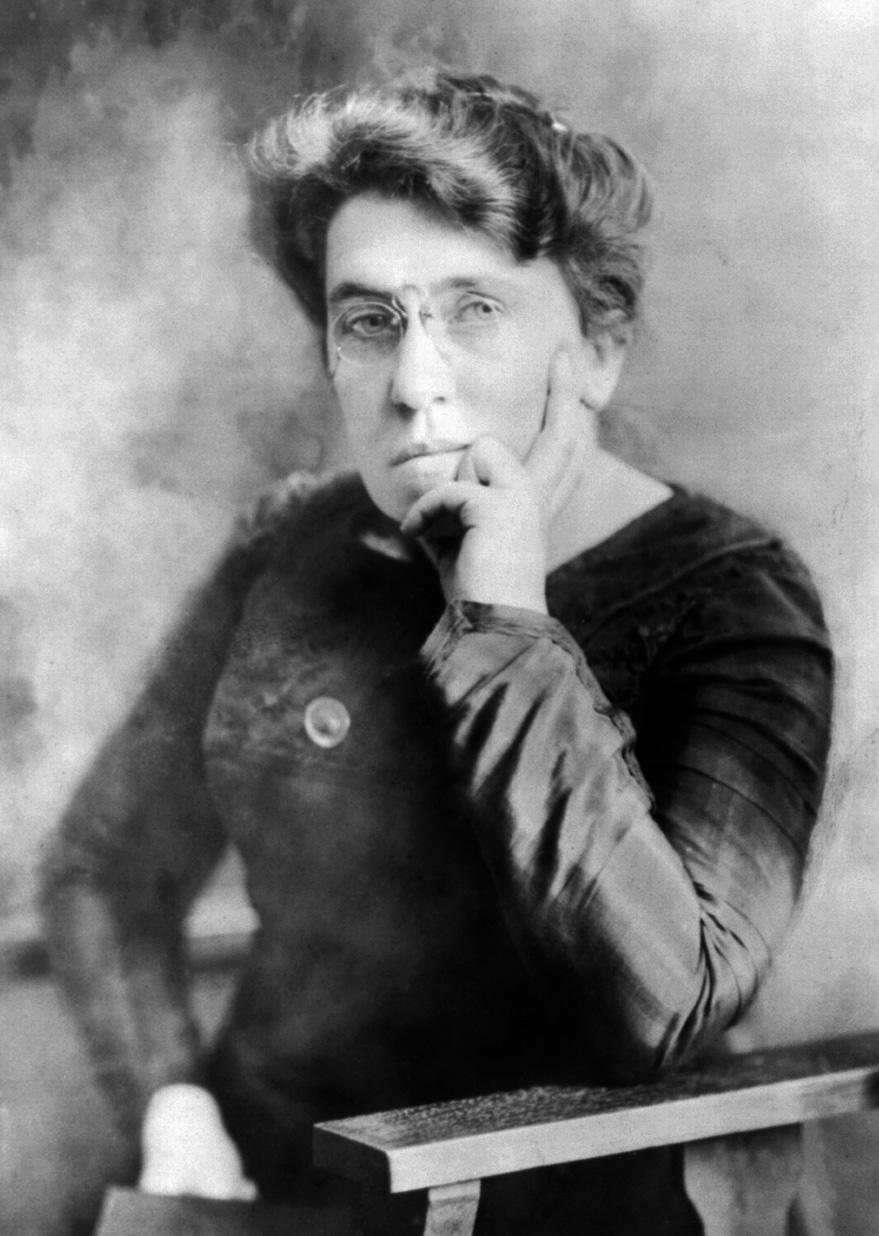
A anarquista lituana Emma Goldman elaborou muitas críticas à dominação de gênero.

Ainda que o anarquismo afirme a centralidade da luta de classes, ele se opõe à dominação de maneira geral, de tal modo que o imperialismo, a dominação de gênero e de raça foram sempre presentes no anarquismo.
Nas regiões que conviveram com as consequências do imperialismo, o anti-imperialismo foi central nas lutas anarquistas. A posição dos anarquistas em lutas anti-imperialistas e de libertação nacional pautou-se, historicamente, em programas classistas que possuíam objetivos revolucionários e se opunham, constantemente, ao nacionalismo e a colaboração entre as classes em prol dos interesses do país na luta contra os inimigos imperiais.
A crítica à dominação de gênero também é outro traço característico do anarquismo. As mulheres anarquistas tiveram papel determinante na construção dessa crítica, porém os elementos feministas do anarquismo não foram campo exclusivo das mulheres militantes e as atividades das mulheres anarquistas militantes não podem ser reduzidas à defesa da perspectiva feminista. Emma Goldman, anarquista lituana que atuou a maior parte de sua vida nos Estados Unidos, sustentou que o combate à dominação de gênero deveria ser encampado por homens e mulheres, já que a liberdade da mulher estaria inteiramente ligada à liberdade do homem; Lucy Parsons, anarquista norte-americana, relacionando gênero e classe, enfaziva que as mulheres seriam "escravas dos escravos", sendo exploradas pelo capitalismo e sendo vítimas da dominação de gênero.
Os anarquistas também criticaram a dominação de raça, à qual as minorias étnicas estariam expostas, para além da dominação de classe. Os anarquistas tiveram papel fundamental em diversos países nas lutas contra o racismo, por meio de lutas pela igualdade de direitos e contra a segregação racial.

## Defesa da autogestão
A defesa anarquista da autogestão envolve, igualmente, a mesma noção ética que norteia sua crítica da dominação. Se através de uma análise social racional os anarquistas identificam certas relações de dominação, e se elas são consideradas injustas, realiza-se uma proposição que visa superar esse problema; tais são as bases da defesa anarquista da autogestão. A defesa da autogestão defendida pelos anarquistas também tem como foco as esferas econômica, política, ideológica e cultural.

### Socialização da propriedade

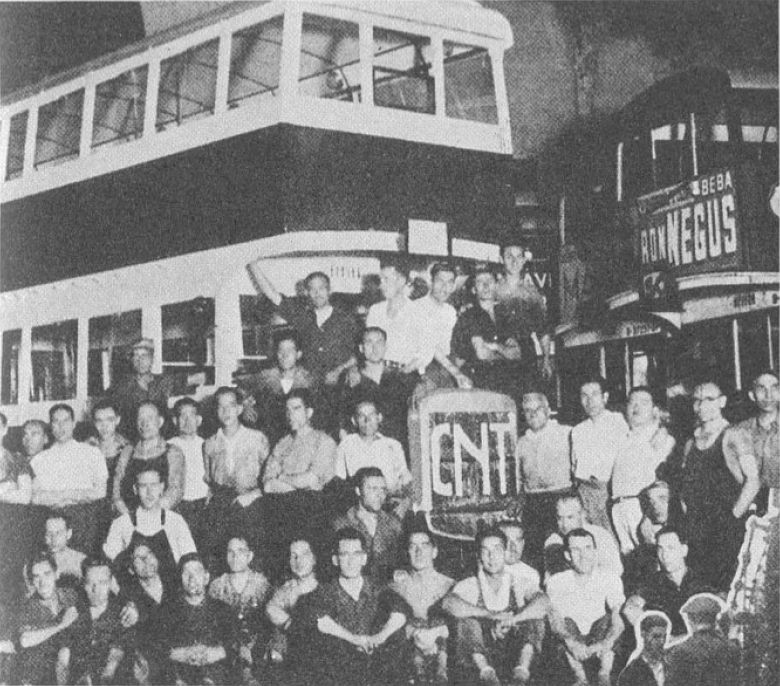
A socialização dos meios de transporte urbanos na Revolução Espanhola foi uma bem sucedida experiência de autogestão econômica sob os moldes anarquistas.

Os anarquistas defendem a socialização da propriedade privada dos meios de produção como um aspecto central na defesa da autogestão econômica. Isso implicaria, necessariamente, na coletivização das máquinas, equipamentos, ferramentas, tecnologias, instalações, fontes de energia, meios de transporte, matérias primas e terra. O anarquista luso-brasileiro Neno Vasco, nesse sentido, afirmou que tal socialização significa "confiar a produção ao trabalho coletivo organizado", sendo que "os meios de produção devem ser postos à disposição de todos" em "uma sociedade em que o trabalho, tendendo à satisfação das necessidades dos indivíduos, seja escolhido por cada um e organizado pelos próprios trabalhadores". Os anarquistas sustentam que, com a autogestão econômica, a lógica condutora do trabalho não seria a busca do lucro, envolvendo a exploração levada a cabo por meio da apropriação de parte do trabalho realizado pelos trabalhadores pelos proprietários; o trabalho assalariado, da maneira como funciona nos sistemas capitalistas, deixaria de existir. Como afirmou Berkman, o socialismo reorganizaria a produção "com base nas necessidades do povo"; as necessidades populares norteariam a economia autogestionária. Sob a autogestão econômica, sustentam os anarquistas, os trabalhadores usufruiriam de todos os frutos de seu trabalho, e seu envolvimento nos processos decisórios econômicos é realizado de maneira proporcional a quanto eles são afetados.
Segundo os anarquistas, a socialização autogestionária deveria ser levada a cabo tanto no campo como na cidade, em localidades com modos de produção mais ou menos desenvolvidos; no campo, poderia se optar pela coletivização ou pela propriedade individual ou familiar, num sistema de posse, onde não haveria exploração do trabalho. Estariam envolvidos na socialização urbana e rural produtores e consumidores, articulados por meio de conselhos populares. Tais conselhos teriam por objetivo romper com a divisão social do trabalho e garantir a equidade na remuneração, por meio de processos de trabalho que estejam em harmonia com a natureza e aproveitem as tecnologias para benefício dos trabalhadores.

### Autogoverno democrático
A autogestão política defendida pelos anarquistas implicaria na abolição do Estado, a qual deveria ser levada a cabo ainda durante o processo revolucionário, acabando com a divisão entre governantes e governados. As propostas de socialismo de Estado, como período de transição, são veementemente rejeitadas pelos anarquistas, da mesma maneira que os procedimentos da democracia representativa, que implicariam uma delegação de poder sem controle da base, segundo sustentam os anarquistas. A proposta anarquista de autogestão política é o autogoverno democrático, onde o poder político seria totalmente socializado. As instituições que substituíram o Estado e constituiriam as bases da autogestão política seriam os conselhos, associações voluntarias que abarcariam, conforme sustenta Kropotkin, "representariam uma rede entrelaçada, composta por uma infinita variedade de grupos e federações de todos os tamanhos e graus, locais, regionais, nacionais e internacionais, temporárias, mais ou menos permanentes, para todos os objetivos possíveis". Tais associações fundamentariam-se em um modelo de poder autogestionário que permite a participação efetiva de todos nas mais diversas decisões. O conjunto de conselhos, cuja base seria constituída por grupos e associações livres, tomariam as decisões de maneira local e democrática, de baixo para cima, com participação generalizada e ampla, controlando a execução dessas decisões e solucionando conflitos, reunindo as funções tradicionais dos três poderes sob uma perspectiva autogestionária. Tais organismos seriam os responsáveis por deliberarem e executarem todas as medidas relativas aos serviços públicos.
Todo o processo político autogestionário, para funcionar em larga escala, implicaria uma articulação que teria por base o mecanismo federalista, que, segundo o anarquista brasileiro Domingos Passos, congregaria "homens diversos em organismos ou sociedades na federação, sem a perda da autonomia societária". O federalismo permitiria a articulação das estruturas por meio de delegações que levam às instâncias mais amplas decisões das bases e garantem sua execução; os delegados possuíram autonomia relativa, seriam controlados pela base, suas funções seriam rotativas e seus mandatos revogáveis a qualquer momento. Esse modelo federalista, desenvolvido inicialmente por Proudhon, foi posto em prática em algumas seções da AIT e durante Comuna de Paris.
No autogoverno democrático, haveria amplas liberdades civis, conforme explicitou Magón; para ele "o direito de pensar, emitir seu pensamento, reunir-se, exercer o ofício, a profissão ou a indústria que o acomode, transitar pelo território nacional entre muitos outros direitos e prerrogativas" seriam garantidos. Ainda que conciliadas com a liberdade coletiva, as liberdades individuais também seriam garantidas.

### Cultura autogestionária
Juntamente com as propostas para a economia e a política, o anarquismo, historicamente, preocupou-se com questões ideológicas e culturais. Para os anarquistas, se a religião, a educação e a mídia vêm sendo responsáveis por legitimar a dominação, os anarquistas devem propor uma cultura distinta, que legitime sua proposta de autogestão. Então, para além da autogestão econômica e política, os anarquistas propõe a criação de uma cultura autogestionária, forjada em bases ideológicas e em uma ética pautada em valores, capaz de sustentar seu projeto econômico e político. Essa ética anarquista é o elemento universal promovido transversalmente em todos os contextos, pautada nos seguintes valores: liberdade individual e coletiva, no sentido do desenvolvimento pleno das faculdades, capacidades e pensamento crítico de cada um e de todos; igualdade, em termos econômicos, políticos e sociais, promovida por meio da autogestão e incluindo questões de gênero e raça; solidariedade e apoio mútuo, sustentando relações fraternas e colaborativas entre as pessoas e não de individualismo e competição; estímulo permanente à felicidade, à motivação e à vontade. A intervenção dos anarquistas de acordo com esses valores éticos deve fortalecer as associações voluntárias, de maneira a promover a cultura autogestionária defendida pelos anarquistas.

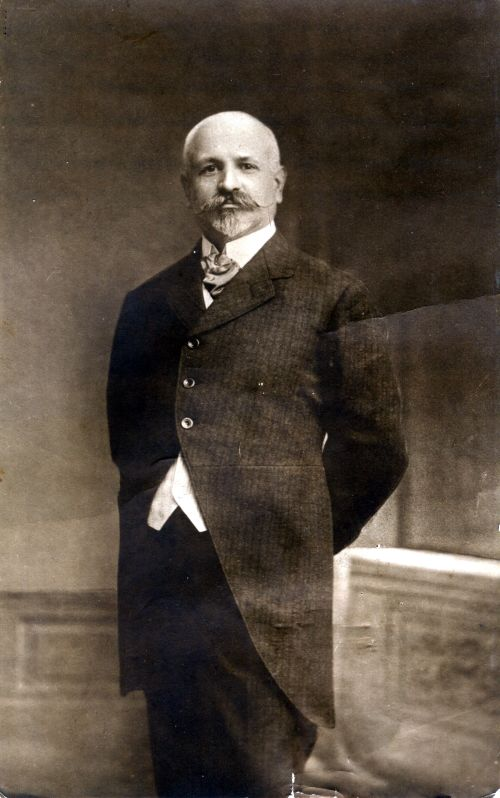
Francisco Ferrer y Guardia foi um dos maiores defensores da pedagogia libertária e fundou a Escola Moderna em Barcelona, na Espanha, em 1901.

Um dos aspectos muito desenvolvidos no anarquismo foi a educação, por meio da discussão sobre a pedagogia libertária. Para o francês Élisée Reclus, "o ideal dos anarquistas não é suprimir a escola, ao contrário, é fazê-la crescer, fazer da própria sociedade um imenso organismo de ensinamento mútuo, onde todos seriam simultaneamente alunos e professores". Para os anarquistas, essa ampliação da educação, estendendo-a ao conjunto da sociedade, é fundamental para estimular os valores condizentes com a prática da autogestão. Essa educação seria integral, pois buscaria fortalecer completamente o desenvolvimento individual; intelectualmente, por meio do conhecimento científico das distintas áreas da vida e do estímulo permanente à cultura; tecnicamente, preparando para o trabalho e capacitando para a realização de tarefas manuais e intelectuais; fisicamente, tendo por objetivo promover a saúde e o bem-estar. O espanhol Francisco Ferrer y Guardia enfatizou que o objetivo anarquista na educação seria criar "homens capazes de evoluir incessantemente; capazes de destruir, de renovar constantemente os meios, renovar-se a si mesmos; homens cuja independência intelectual seja a força suprema, que nunca se sujeitem ao que quer que seja, dispostos a aceitar sempre o melhor, feliz pelo triunfo das novas ideias e que aspirem a viver vidas múltiplas em uma única vida".
Também faz pare dessa cultura autoestionária o investimento em lazer; no tempo livre, os anarquistas consideram fundamental a participação em atividades que envolvem esportes, artes, música, televisão, cinema, teatro e literatura, tanto para o descanso, como para a própria instrução cultural. Os valores éticos do anarquismo constituem os fundamentos dessa produção popular e autogestionária do lazer. Os meios de comunicação defendidos pelos anarquistas seriam autogeridos, possuiriam ampla participação e promoveriam a diversidade e o pensamento crítico, informando, discutindo e divertindo.

## Estratégia
Os anarquistas não possuem uma estratégia única de atuação; ainda assim, há uma estratégia comum, que constitui parte dos princípios anarquistas. Historicamente, os anarquistas estiveram envolvidos nas mais diversas lutas populares e incidiram sobre as esferas econômica, política, cultural e a ideológica; a preocupação em desenvolver estratégias que pudessem combater a dominação em todos esses níveis é um traço comum entre os anarquistas.

### Sujeitos revolucionários
A perspectiva classista do anarquismo fornece as bases para que se forje uma noção de sujeito revolucionário, compreendido como o agente social que, inserido no processo de luta de classes, possui capacidade de realização e interesses, mas fundamentalmente, consciência de classe para investir ativamente em um processo de transformação social revolucionária. Os anarquistas, de modo geral, sustentam que a ação humana possui capacidade significativa de transformar as estruturas sociais, e que essa transformação deve ser dada pelos sujeitos revolucionários. A concepção anarquista de sujeito revolucionário tem como base as classes dominadas de maneira geral e, historicamente, envolveu trabalhadores da cidade e do campo, empregados, precarizados, desempregados e marginalizados, assalariados e pequenos proprietários, fundamentalmente camponeses e artesão. Para os anarquistas, o sujeito revolucionário deve ser criado em um processo longo, que exige a construção e reconstrução dos tecidos sociais, mobilizações, lutas, derrotas e vitórias; elementos objetivos e subjetivos, racionais e emocionais, não estando esse sujeito determinado a priori; ele se forja historicamente, dentro dos processos de luta das classes dominadas contra as classes dominantes.

### Revolução social e violência
A estratégia do anarquismo é revolucionária e, portanto, sustenta-se na perspectiva de realizar uma revolução social, que possa ir além das mudanças políticas, como afirmou Magón, "uma revolução que não garanta povo o direito de viver, é uma revolta de políticos a quem devemos, nós, os deserdados, dar as costas; nós, os pobres, necessitamos de uma revolução social, e não de uma revolução política". Os anarquistas sustentam que apenas uma revolução social, concebida como um processo de transformação social profundo, com implicações significativas em todas as esferas sociais, poderia trazer a perspectiva de um socialismo autogestionário; as classes dominadas, por meio de sua força social, iriam impor suas posições no processo da luta de classes a fim de proporcionar as transformações sociais capazes de superar a sociedade de classes, tornando-se imprescindível, para os anarquistas, a derrubada do capitalismo e do Estado.
Para os anarquistas, um processo revolucionário dessa magnitude não poderia descartar completamente a possibilidade da utilização da violência; ainda que se tenha discutido o nível de violência necessário em um processo revolucionário, foi constante a crença de que ela seria, muito provavelmente, necessária. É notável a preocupação de se diminuir o nível de violência tão logo o processo revolucionário esteja estabilizado, instaurando a paz assim que o funcionamento pleno do poder autogestionário estivesse garantido; porém, durante o processo revolucionário, a violência provavelmente teria de ser utilizada.
Entretanto, há anarquistas que acreditam na possibilidade de uma revolução praticamente sem violência, como é o caso daqueles que conferem centralidade à propaganda e à educação em suas estratégias, acreditando ser possível transformar a sociedade pelo convencimento, praticamente sem violência; Reclus, por exemplo, afirma que quato maior for a consciência dos trabalhadores e de sua força potencial, "mais as revoluções serão fáceis e pacíficas", podendo toda a oposição "ceder, até mesmo sem luta". A possibilidade de uma revolução não violenta, para esses anarquista, é, entretanto, uma probabilidade; as ações pacíficas, na maioria dos casos, são defendidas uma questão de estratégia e não de princípios. Ainda assim, posições externas ao anarquismo, que consideram a não-violência um princípio, como as de Henry David Thoreau e Liev Tolstói, exerceram alguma influência entre os anarquistas.
O processo revolucionário, de acordo com as distintas avaliações anarquistas, é concebido por alguns como um processo lento, fundamentalmente pela envergadura da transformação; para outros, é um processo que inserido numa conjuntura favorável, pode ser acelerado significativamente.

### Estratégia de luta
A estratégia revolucionária do anarquismo é formulada a partir de três elementos: a crítica do sistema de dominação, o objetivo de um sistema de autogestão e o conjunto de meios a serem utilizados, por meio de uma prática política coerente para promover a transformação social desejada. Para os anarquistas, o sistema de dominação é o resultado de uma imposição de força por parte das classes dominantes às classes dominadas; assim, a estratégia fundamental do anarquismo deve contar com sujeitos revolucionários, criados no seio das classes dominadas, que consigam modificar a correlação de forças colocada e implantar um sistema de autogestão. A força social das classes dominadas é, para os anarquistas, o que há de mais relevante para impulsionar essa transformação; fazer das classes dominadas os sujeitos revolucionários e protagonistas da transformação social desejada é um dos elementos fundamentais da estratégia anarquista.
Os anarquistas sustentam que há uma necessidade de coerência em termos estratégicos; defendendo uma congruência entre táticas, estratégias e objetivos. Tal questão foi levada em consideração entre os anarquistas frequentemente por meio da discussão entre meios e fins; para Malatesta, é preciso "empregar os meios adptados" à realização daquilo que se deseja, "esses meios não são arbitrários", para ele, "derivam necessariamente dos fins" a que os anarquistas se propõem e das circustância nas quais lutam. Malatesta ainda sustentou que se os anarquistas se equivocassem na escolha dos meios, inevitavelmente afastariam-se dele "rumo a realidades frequentemente opostas", que seriam "a consequência natural e necessária" aos métodos empregados de maneira equivocada. Os anarquistas em geral sustentam a necessidade de uma subordinação dos meios aos fins, da tática à estratégia e da estratégia ao objetivo; para se chegar à autogestão generalizada, devem-se utilizar meios autogestionários. É por esse motivo que os anarquistas descartam a utilização do Estado como um meio de atuação e transformação social; para os anarquistas, a ação direta implica a priorização da prática política das classes dominadas fora do Estado e, em grande medida, contra ele. Ao criar e participar de organizações, os anarquistas defendem um modelo orgânico pautado na autogestão; esse modelo envolve relações autogestionárias entre os militantes de um grupo ou organização, assim como relações autogestionárias entre grupos, organizações e os movimentos populares, reforçando a independência e autonomia de classe, que garante o protagonismo das classes dominadas na construção de uma prática política desenvolvida a partir das bases sem que haja submissão a relações de dominação internas ou externas.
De modo geral, os anarquistas sustentam que para romper com o sistema de dominação e constituir um sistema de autogestão, é fundamental utilizar meios autogestionários nas distintas estratégias e táticas empregadas, em todas as esferas sociais. Historicamente, diferentes estratégias foram levadas a cabo pelos anarquistas em diversos contextos, priorizando algumas ações em relação a outras, mas sempre levando esse princípio em consideração. Na esfera econômica, os anarquistas atuaram criando cooperativas de produção nos moldes mutualistas, participando em ocupações de fábricas, greves expropriadoras e da luta dos trabalhadores articulando-se em organizações sindicais e articulando organizações camponesas para a luta pela terra; na esfera política, os anarquistas vêm afirmando a necessidade de ações que envolvam a intervenção direta contra o capitalismo e o Estado, através da organização das classes populares ou do uso da violência; na esfera cultural e ideológica, os anarquistas preconizaram a propaganda e iniciativas no campo da educação, além das próprias mobilizações populares, no sentido em que elas pudessem fortalecer uma certa consciência de classe. Entretanto, houve diversos debates relevantes acerca dessas estratégias entre os anarquistas, embora as lutas promovidas pelos anarquistas nas três esferas sustentaram, de modo geral, ações reivindicativas, insurrecionais, revolucionárias, mais ou menos violentas em determinados contextos e buscaram, permanentemente, promover a revolução social, a partir de transformações estruturais nas três esferas.